# Đại học Cần Thơ
Đại học Cần Thơ (tiếng Anh: Can Tho University – CTU) là một trong bốn đại học vùng của Việt Nam. Đây là đại học công lập đa ngành quy mô lớn, trọng điểm quốc gia của Việt Nam, có vị thế trụ cột trong hệ thống giáo dục bậc cao cả nước. Trường là thành viên cốt lõi của Mạng lưới các trường đại học ASEAN (AUN), nổi bật với nhiều chương trình đạt chuẩn kiểm định chất lượng của Mạng lưới các trường đại học ASEAN (AUN-QA). Ngoài đào tạo, CTU còn là trung tâm nghiên cứu khoa học và chính sách quản lý.
Với bề dầy lịch sử từ năm 1966 từ khi còn là Viện Đại học Cần Thơ, trường đã và đang đào tạo ra nhiều thế hệ kỹ sư, cử nhân tài năng, đóng góp cho sự phát triển của đất nước. Tính đến cuối năm 2024, trường đã có 94 chương trình đại học, 56 chương trình thạc sĩ và nhiều chương trình tiến sĩ. Theo báo cáo công khai tại năm 2024, trường hiện có 39.220 người đang theo học tại các bậc và cơ sở đào tạo.

## Lịch sử
Ngày 31/03/1966: Viện Đại học Cần Thơ được thành lập có bốn khoa: Khoa học, Luật khoa và Khoa học Xã hội, Văn khoa, Sư phạm (có Trường Trung học Kiểu mẫu) đào tạo hệ Cử nhân, Trường Cao đẳng Nông nghiệp đào tạo hệ kỹ sư và Trung tâm Sinh ngữ giảng dạy chương trình ngoại ngữ cho sinh viên và có 197 cán bộ, giảng viên.
Sau sự kiện 1975: Viện Đại học Cần Thơ được đổi tên thành Trường Đại học Cần Thơ, đồng thời Trường Cao đẳng Nông nghiệp được đổi tên thành Khoa Nông nghiệp.
Năm 1978: Khoa Đại học Tại chức được thành lập, có nhiệm vụ quản lý và thiết kế chương trình bồi dưỡng và đào tạo giáo viên phổ thông trung học và kỹ sư thực hành, thời gian đào tạo là 5 năm.
Năm 1979: Khoa Nông nghiệp được mở rộng thành 7 Khoa: Trồng trọt, Chăn nuôi - Thú y, Thủy nông và Cải tạo đất, Cơ khí Nông nghiệp, Chế biến và Bảo quản Nông sản, Kinh tế Nông nghiệp, và Thủy sản.
Tháng 7 năm 1979: Thành lập Khoa Y- Nha - Dược.
Ngày 25/12/2002: Khoa Y- Nha - Dược được tách ra để thành lập Trường Đại học Y Dược Cần Thơ trực thuộc Bộ Y Tế theo Quyết định số 184/2002/QĐ-TTg của Thủ tướng Phan Văn Khải, số lượng giảng viên lúc này là 167 người (bao gồm 5 Tiến sĩ).
Ngoài việc chú trọng vào đào tạo - giáo dục, Trường Đại học Cần Thơ còn thành lập các Trung tâm Nghiên cứu khoa học để thúc đẩy sự phát triển khoa học của vùng và đất nước, từ năm 1985 đến nay đã có 7 Trung tâm được thành lập: Trung tâm Nghiên cứu và Phát triển Công nghệ Sinh học (1985), Năng lượng mới (1987), Nghiên cứu và Phát triển Hệ thống Canh tác ĐBSCL (1988), Điện tử - Tin học (1990), Nghiên cứu và Phát triển Tôm-Artemia (1991), Ngoại ngữ (1991), Thông tin Khoa học & Công nghệ (1992).
Ngày 15/07/2025: Trường Đại học Cần Thơ chính thức chuyển thành Đại học Cần Thơ theo Quyết định số 1531/QĐ-TTg của Thủ tướng Chính phủ

## Lãnh đạo

### Đảng ủy
- Bí thư: GS.TS Nguyễn Thanh Phương
- Phó Bí thư thường trực: Nguyễn Hiếu Trung
- Phó Bí thư: PGS.TS Trần Trung Tính

### Hội đồng trường
- Chủ tịch: GS.TS Nguyễn Thanh Phương
- Phó Chủ tịch: PGS.TS Nguyễn Chí Ngôn
- Thư ký: TS Lê Thanh Sơn

### Ban giám hiệu
- Hiệu trưởng: PGS.TS Trần Trung Tính
- Phó Hiệu trưởng: GS.TS Trần Ngọc Hải
- Phó Hiệu trưởng: PGS.TS Nguyễn Hiếu Trung
- Phó Hiệu trưởng: TS Lê Văn Lâm[12]

## Đơn vị trực thuộc
Trường có 6 trường đào tạo, 10 khoa, 3 viện nghiên cứu và 1 trường phổ thông (trường Trung học phổ thông Thực hành sư phạm). Ngoài ra còn một số trung tâm và phòng ban chức năng khác phục vụ việc quản lý và đào tạo.
Trong thời gian tới, dự kiến sẽ tiếp nhận quản lý Trường Cao đẳng Luật Miền Nam. Sáp nhập Viện Nghiên cứu Biến đổi Khí hậu và Viện Nghiên cứu Phát triển Đồng bằng sông Cửu Long thành .
Tại khu II Đại học Cần Thơ, Ninh Kiều, Cần Thơ (cơ sở đào tạo chính):

### Các Trường trực thuộc
1. Trường Bách khoa.
2. Trường Kinh tế.
3. Trường Nông nghiệp.
4. Trường Công nghệ Thông tin và Truyền thông.
5. Trường Thủy sản.
6. Trường Sư phạm[13].

### Các Khoa đào tạo
1. Khoa Luật.
2. Khoa Khoa học Tự nhiên.
3. Khoa Khoa học Chính trị, Xã hội và Nhân văn[14].
4. Khoa Môi trường và Tài nguyên Thiên nhiên.
5. Khoa Sau Đại học.

### Các Viện, Trung tâm nghiên cứu và đào tạo
1. Viện Mekong[15].
2. Viện Công nghệ Sinh học và Thực phẩm.
3. Trung tâm Bồi dưỡng Nghiệp vụ Sư phạm.
4. Trung tâm Đào tạo, Nghiên cứu và Tư vấn kinh tế.
5. Trung tâm Điện - Điện tử.
6. Trung tâm Điện tử Tin học.
7. Trung tâm Đào tạo Liên tục [16].
8. Trung tâm Nghiên cứu và Ứng dụng công nghệ.

### Các Trung tâm khác
1. Thư viện Đại học Cần Thơ[17].
2. Trung tâm Quản lý chất lượng.
3. Trung tâm Thông tin và Quản trị mạng.
4. Trung tâm Đánh giá năng lực Ngoại ngữ.
5. Trung tâm Kiểm định và Tư vấn Xây dựng.
6. Trung tâm Dịch vụ Khoa học Nông nghiệp.
7. Trung tâm Tư vấn, Hỗ trợ và Khởi nghiệp sinh viên.

### Các đơn vị khác
1. Nhà xuất bản Đại học Cần Thơ.
2. Tạp chí Khoa học Trường Đại học Cần Thơ.

Tại khu I Đại học Cần Thơ, Tân An, Cần Thơ:
1. Khoa Ngoại ngữ.
2. Trung tâm Ngoại ngữ.

Tại khu III Đại học Cần Thơ, Ninh Kiều, Cần Thơ:
1. Trung tâm Công nghệ Phần mềm.
2. Công ty TNHH một thành viên Khoa học Công nghệ.

Tại khu Hòa An Đại học Cần Thơ, Hòa An, Cần Thơ:
1. Cơ sở Hậu Giang[18].
2. Trung tâm Giáo dục Quốc phòng & An ninh.

## Nghiên cứu khoa học - Hợp tác quốc tế
Trường Đại học Cần Thơ đã chủ trì nhiều đề tài cấp Nhà nước, cấp Bộ, cấp Trường, mở rộng hợp đồng NCKH và chuyển giao tiến độ khoa học và kỹ thuật phục vụ kinh tế xã hội vùng ĐBSCL và trong cả nước, các chương trình nghiên cứu quốc gia có liên kết với các trường đại học trong và ngoài nước được thực hiện trên nhiều địa bàn ở ĐBSCL và trong cả nước đem lại hiệu quả kinh tế và xã hội cao.

### Nghiên cứu khoa học
Trường Đại học Cần Thơ thực hiện nhiều đề tài/nhiệm vụ nghiên cứu khoa học hằng năm:
- Năm 2016: 289 đề tài, tổng kinh phí 43,3 tỷ đồng.
- Năm 2017: 282 đề tài, tổng kinh phí 48,6 tỷ đồng.
- Năm 2018: 256 đề tài, tổng kinh phí 31,5 tỷ đồng.
- Năm 2019: 302 đề tài, tổng kinh phí 36,0 tỷ đồng.
- Năm 2020: 414 đề tài, tổng kinh phí 51,8 tỷ đồng.

### Tạp chí khoa học
Tạp chí khoa học Trường Đại học Cần Thơ, mã số ISSN: 1859-2333, được Bộ Thông tin và Truyền thông cấp Giấy phép sửa đổi, bổ sung số 101/GP-BTTTT, ngày 10 tháng 4 năm 2015, cho phép Tạp chí xuất bản 9 kỳ một năm, trong đó có 3 kỳ xuất bản bằng ngôn ngữ tiếng Anh.

### Công bố khoa học
Năm 2020, trường có 1.665 công trình nghiên cứu hoặc bài báo khoa học được xuất bản với 721 công bố trên các tạp chí quốc tế (bao gồm ISI: 260, Scopus: hơn 500), 465 công bố trên các tạp chí trong nước, hơn 150 công bố trên các kỷ yếu hội thảo trong nước và quốc tế (83 công bố trong nước và 80 công bố quốc tế). Thông qua tạp chí khoa học Trường Đại học Cần Thơ, trường đã công bố hơn 300 công trình (bao gồm 288 công trình trên ấn phẩm tiếng Việt và 28 công trình trên ấn phẩm tiếng Anh).

### Hợp tác quốc tế
Năm 2020, trường Đại học Cần Thơ thực hiện 14 dự án hợp tác quốc tế với nguồn kinh phí đạt xấp xỉ 9,7 tỷ đồng.

## Khen thưởng
- Huân chương Lao động hạng Nhất (1996, 2016)[20]
- Huân chương Độc lập hạng Nhì (2005), hạng Ba (2004).
- Danh hiệu Anh hùng Lao động thời kỳ đổi mới (2005)

## Khuôn viên đào tạo, cơ sở vật chất, nghiên cứu và chuyển giao công nghệ
Tính đến năm 2024, cơ sở vật chất của trường bao gồm 476 giảng đường, hội trường, phòng học có diện tích 65.672,81m², thư viện (tính cả Trung tâm học liệu) có diện tích 11.871m²., 11 phòng học ngoại ngữ, đa phương tiện, biên dịch với diện tích 650,94m², 183 phòng thí nghiệm, thực hành thí nghiệm, thực hành máy tính, xưởng, trại và bệnh xá thú y với diện tích 76.349,14m², 10.945m² diện tích các phòng làm việc của giáo sư, phó giáo sư và giảng viên cơ hữu. Trường có hơn 60.000m² không gian thể dục thể thao với nhà thể dục thể thao (4.965m²), sân vận động và sân thể dục thể thao (55.879m²). Sinh viên được sinh hoạt nội trú trong các khu ký túc xá của trường với 1.367 phòng có diện tích hơn 75.000m² cùng hệ thống nhà ăn rải rác khắp khuôn viên trường có tổng diện tích hơn 2.300m².
Khuôn viên trường được phân tán tại nhiều địa điểm với cơ sở chính đặt tại khu II, đường 3 tháng 2, quận Ninh Kiều, Cần Thơ. Các cơ sở khác phục vụ cho một hoặc một số chức năng đào tạo, nghiên cứu, kinh doanh hoặc chuyển giao công nghệ.
| STT | Cơ sở                               | Địa điểm                             | Diện tích (Đvt: ha)               | Vai trò, chức năng và đặc điểm                                        | Ghi chú                                                   | Nguồn                             |
| I   | Cơ sở đào tạo và nghiên cứu chính   | Cơ sở đào tạo và nghiên cứu chính    | Cơ sở đào tạo và nghiên cứu chính | Cơ sở đào tạo và nghiên cứu chính                                     | Cơ sở đào tạo và nghiên cứu chính                         | Cơ sở đào tạo và nghiên cứu chính |
| --- | ----------------------------------- | ------------------------------------ | --------------------------------- | --------------------------------------------------------------------- | --------------------------------------------------------- | --------------------------------- |
| 1   | Khu I                               | Đường 30/4, Tân An, Cần Thơ          | 6.23                              | Khu tập thể cán bộ • Khuôn viên đào tạo • Đô thị                      |                                                           | [ 21 ]                            |
| 2   | Khu II                              | Đường 3/2, Ninh Kiều, Cần Thơ        | 71.42                             | Trụ sở chính • Khuôn viên đào tạo • Đô thị                            |                                                           | [ 21 ]                            |
| 3   | Khu III                             | số 1 Lý Tự Trọng, Ninh Kiều, Cần Thơ | 0.55                              | Khuôn viên dịch vụ • Đô thị                                           |                                                           | [ 21 ]                            |
| II  | Phân hiệu, cơ sở nghiên cứu khác    | Phân hiệu, cơ sở nghiên cứu khác     | Phân hiệu, cơ sở nghiên cứu khác  | Phân hiệu, cơ sở nghiên cứu khác                                      | Phân hiệu, cơ sở nghiên cứu khác                          | Phân hiệu, cơ sở nghiên cứu khác  |
| 1   | Khu Hòa An                          | 554 Quốc lộ 61, Hòa An, Cần Thơ      | 111.29                            | Khuôn viên đào tạo • Vệ tinh                                          | dự kiến trở thành ĐHCT Cơ sở Hậu Giang                    | [ 21 ]                            |
| 2   | Khu Sóc Trăng                       | 400 Lê Hồng Phong, Phú Lợi, Cần Thơ  | 2.1                               | Khuôn viên đào tạo • Vệ tinh                                          |                                                           | [ 22 ] [ 23 ]                     |
| 3   | Khu Măng Đen                        | Măng Đen, Quảng Ngãi                 | 15.97                             | Trung tâm đào tạo, nghiên cứu khoa học và chuyển giao công nghệ       |                                                           | [ 25 ]                            |
| 4   | Khu Vĩnh Châu                       | Vĩnh Phước, Cần Thơ                  | 17.14                             | Trung tâm Đổi mới và Phát triển Nuôi trồng Thủy sản                   | nâng cấp và mở rộng từ trại Vĩnh Châu                     | [ 21 ]                            |
| 5   | Khu Bùng Binh                       | Hưng Phú, Cần Thơ                    | 2.37                              | Trung tâm Đổi mới và Phát triển Nuôi trồng Thủy sản                   | còn được gọi là Trại Cái Răng hoặc Trại Lò Gạch Bùng Binh | [ 21 ]                            |
| III | Các địa điểm khác                   | Các địa điểm khác                    | Các địa điểm khác                 | Các địa điểm khác                                                     | Các địa điểm khác                                         | Các địa điểm khác                 |
| 1   | Khu Nông nghiệp Công nghệ cao       | Cờ Đỏ, Cần Thơ                       | -                                 | -                                                                     | đang nghiên cứu, không được nhắc đến từ 2021              | [ 27 ]                            |
| 2   | Trung tâm Nông nghiệp Công nghệ cao | Vĩnh Thạnh, Cần Thơ                  | -                                 | -                                                                     | đang nghiên cứu, không được nhắc đến từ 2021              | [ 28 ]                            |
| 3   | Trung tâm Phú Quốc                  | Phú Quốc, An Giang                   | 0.48                              | Trung tâm Đào tạo, nghiên cứu và phát triển kinh tế biển tại Phú Quốc | đang nghiên cứu, không được nhắc đến từ 2018              | [ 21 ]                            |
| 4   | Trại Cù Lao Dung                    | Cù Lao Dung, Cần Thơ                 | -                                 | Trung tâm thực nghiệm giống thủy sản                                  |                                                           |                                   |
| 5   | Nhà cộng đồng An Bình               | An Bình, Cần Thơ                     | 0.03                              | -                                                                     |                                                           | [ 21 ]                            |
|     |                                     | Tổng cộng                            | ~230                              |                                                                       |                                                           |                                   |

## Định hướng phát triển
Trong giai đoạn 2020 - 2025, trường Đại học Cần Thơ sẽ tự chủ về tài chính, chuyển trường Đại học Cần Thơ thành Đại học Cần Thơ và thành lập 06 trường và 02 cơ sở đại học  thuộc Đại học Cần Thơ gồm: 
- Trường Nông nghiệp - Đại học Cần Thơ
- Trường Bách khoa - Đại học Cần Thơ
- Trường Kinh tế - Đại học Cần Thơ
- Trường Thủy sản - Đại học Cần Thơ
- Trường Sư phạm - Đại học Cần Thơ
- Trường Công nghệ thông tin và Truyền thông - Đại học Cần Thơ
- Đại học Cần Thơ - Cơ sở Hậu Giang
- Đại học Cần Thơ - Khu Sóc Trăng.

| “                     | Định hướng phát triển Trường Đại học Cần Thơ theo mô hình đại học quốc gia | ” |
| — GS.TS Hà Thanh Toàn |                                                                            |   |

## Thành viên các tổ chức
- Hệ thống đại học ASEAN (AUN)

## Lịch sử

### Từ 1966 đến 1975
Viện Đại học Cần Thơ được thành lập ngày 31 tháng 3 năm 1966. Trường được thiết kế bởi kiến trúc sư Nguyễn Quang Nhạc, cựu Trưởng khoa Kiến trúc, Trường Đại học Kiến Trúc. Đây là viện đại học thứ năm của Việt Nam Cộng hòa (bốn viện đại học kia là Viện Đại học Sài Gòn, Viện Đại học Huế, Viện Đại học Đà Lạt, và Viện Đại học Vạn Hạnh). Viện Đại học Cần Thơ có bốn phân khoa đại học: Khoa học, Luật khoa và Khoa học Xã hội, Văn khoa và Sư phạm. Sau đó viện đại học này mở thêm phân khoa Canh nông. Ngoài ra, Phân khoa Sư phạm có Trường Trung học Kiểu mẫu.
Năm đầu tiên đó có 985 sinh viên ghi danh học với viện trưởng là Giáo sư Phạm Hoàng Hộ. Viện đại học có ba khuôn viên: trụ sở chính ở Công trường Hòa Bình trong thành phố, một số phân khoa đặt ở Cái Răng và khuôn viên thứ ba ở Cái Khế. Trong cuộc tổng công kích Tết Mậu Thân (1968) cơ sở ở Công trường Hòa Bình gồm thư viện, giảng đường và phòng thí nghiệm khoa học trong thị xã bị quân Mặt trận Giải phóng tiến chiếm. Trong cuộc phản công hai bên đánh nhau gây thiệt hại nặng nề nhưng sau đó được tái thiết.

### Từ 1975 đến nay
Sau năm 1975, Viện Đại học Cần Thơ được đổi thành Trường Đại học Cần Thơ. Khoa Sư phạm được tách thành Khoa Sư phạm Tự nhiên và Khoa Sư phạm Xã hội đào tạo giáo viên phổ thông trung học gồm Toán học, Vật lý học, Hóa học, Sinh vật học, Văn học, Lịch sử, Địa lý, và Ngoại ngữ. Sau đó mở rộng thành 5 khoa: Toán - Lý (1980), Hóa - Sinh (1980), Sử - Địa (1982), Ngữ văn (1983) và Ngoại ngữ (1983).
Trường Cao đẳng Nông nghiệp được đổi tên thành Khoa Nông nghiệp, đào tạo 2 ngành Trồng trọt và Chăn nuôi. Đến năm 1979, Khoa Nông nghiệp được mở rộng thành 7 khoa: Trồng trọt (1977), Chăn nuôi - Thú y (1978), Thủy nông và Cải tạo đất (1978), Cơ khí Nông nghiệp (1978), Chế biến và Bảo quản Nông sản (1978), Kinh tế Nông nghiệp (1979), và Thủy sản (1979).
Năm 1978, Khoa đại học Tại chức được thành lập, có nhiệm vụ quản lý và thiết kế chương trình bồi dưỡng và đào tạo giáo viên phổ thông trung học và kỹ sư thực hành chỉ đạo sản xuất cho các tỉnh ĐBSCL. Thời gian đào tạo là 5 năm. Từ năm 1981 do yêu cầu của các địa phương, công tác đào tạo tại chức cần được mở rộng hơn và trường đã liên kết với các tỉnh mở các trung tâm Đào tạo - Bồi dưỡng đại học Tại chức mà tên gọi hiện nay là Trung tâm Giáo dục Thường xuyên: Tiền Giang - Long An - Bến Tre, Vĩnh Long - Đồng Tháp, Cần Thơ, An Giang, Sóc Trăng, Trà Vinh, Kiên Giang và Minh Hải.
Năm 1987, để phục vụ phát triển kinh tế thị trường phù hợp với chính sách đổi mới của Đảng và Nhà nước, Khoa Kinh tế Nông nghiệp đã liên kết với Trường Đại học Kinh tế Thành phố Hồ Chí Minh mở thêm 4 ngành đào tạo Cử nhân Kinh tế: Kinh tế Tài chính - Tín dụng, Kinh tế Kế toán Tổng hợp, Kinh tế Ngoại thương và Quản trị Kinh doanh. Tương tự, năm 1988, Khoa Thủy nông đã mở thêm hai ngành đào tạo mới là Thủy công và Công thôn đáp ứng nhu cầu xây dựng nhà cửa và cầu đường nông thôn ở ĐBSCL.
Ngoài việc thành lập và phát triển các khoa, Đại học Cần Thơ còn tổ chức các Trung tâm nghiên cứu khoa học nhằm kết hợp có hiệu quả 3 nhiệm vụ Đào tạo - nghiên cứu khoa học - Lao động sản xuất. Từ năm 1985 đến năm 1992 có 7 Trung tâm được thành lập: Trung tâm Nghiên cứu và Phát triển Công nghệ Sinh học (1985), Năng lượng mới (1987), Nghiên cứu và Phát triển Hệ thống Canh tác ĐBSCL (1988), Điện tử - Tin học (1990), Nghiên cứu và Phát triển Tôm-Artemia (1991), Ngoại ngữ (1991), Thông tin Khoa học & Công nghệ (1992).
Tháng 4 năm 2003, Khoa Y- Nha - Dược được tách ra để thành lập Trường Đại học Y Dược Cần Thơ trực thuộc Bộ Y tế.
Tháng 7 năm 2011, thành lập Khoa Phát triển Nông thôn trực thuộc Trường Đại học Cần Thơ tại Khu Hòa An với chức năng quản lý, tổ chức đào tạo chuyên biệt cho vùng nông thôn và thực hiện các hoạt động nghiên cứu khoa học để giải quyết các vấn đề thực tiễn đặt ra góp phần phát triển nông thôn bền vững vùng Đồng bằng sông Cửu Long.
Tháng 10 năm 2022, trường thành lập Trường Kinh tế, Trường Nông nghiệp, Trường Công nghệ Thông tin và Truyền thông, Khoa Giáo dục thể chất trên cơ sở các khoa và bộ môn cùng tên (riêng trường Bách khoa từ khoa Công nghệ), thành lập Trường Bách khoa trên cơ sở khoa Công nghệ, thành lập Viện Công nghệ Sinh học và Thực phẩm trên cơ sở sáp nhập Viện nghiên cứu và phát triển Công nghệ Sinh học và Bộ môn Công nghệ thực phẩm của khoa Nông nghiệp. Trường Thủy sản là trường tiếp theo được thành lập trên cơ sở nâng cấp khoa Thủy sản vào tháng 12 cùng năm.
Hiện nay trường Đại học Cần Thơ có 7 trường (1 trường đào tạo chương trình phổ thông từ lớp 10 đến lớp 12, 6 trường đào tạo chương trình đại học và sau đại học), 10 khoa và 3 viện.

### Lãnh đạo qua các thời kỳ
| TT | Họ tên                  | Tên chức vụ | Thời gian   |
| -- | ----------------------- | ----------- | ----------- |
| 1  | GS Phạm Hoàng Hộ        | Viện trưởng | 1966-1970   |
| 2  | GS Nguyễn Duy Xuân      | Viện trưởng | 1970-1975   |
| 3  | Phạm Sơn Khai           | Hiệu trưởng | 1975 - 1989 |
| 4  | GS.TS Trần Phước Đường  | Hiệu trưởng | 1989 - 1997 |
| 5  | PGS.TS Trần Thượng Tuấn | Hiệu trưởng | 1997 - 2002 |
| 6  | PGS.TS Lê Quang Minh    | Hiệu trưởng | 2002 - 2006 |
| 7  | GS.TS Nguyễn Anh Tuấn   | Hiệu trưởng | 2006 - 2012 |
| 8  | GS.TS Hà Thanh Toàn     | Hiệu trưởng | 2012 - 2023 |
| 9  | PGS.TS Trần Trung Tính  | Giám đốc    | 2023 - nay  |